# Volleybalvereniging Voltena 2022-2023
Questa voce raccoglie le informazioni riguardanti il Volleybalvereniging Voltena nelle competizioni ufficiali della stagione 2022-2023.

## Stagione
Il Volleybalvereniging Voltena partecipa alla stagione 2022-23 senza alcuna denominazione sponsorizzata.
In Eredivisie termina la stagione regolare in ottava posizione, che vale l'accesso alla Pool B, dove invece chiude in seconda posizione. 

## Organigramma societario
Area direttiva
- Presidente: René van der Giessen
- Manager: René van der Giessen

Area tecnica
- Primo allenatore: Johan van Vliet
- Allenatore: Debora Schoon-Kadijk
- Scoutman: Toine van Kastel
- Preparatore atletico: Arno Tavenier, Martin Delleman

Area sanitaria
- Fisioterapista: Wendy Tavenier

## Rosa
| N° | Nome                  | Ruolo | Data di nascita   | Nazionalità sportiva |
| -- | --------------------- | ----- | ----------------- | -------------------- |
| 2  | Raïsa Schoon          | S     | 3 ottobre 2001    | Paesi Bassi          |
| 3  | Jenthe van Kastel     | C     | 19 marzo 2005     | Paesi Bassi          |
| 4  | Annerieke Nederveen   | P     | 4 ottobre 2005    | Paesi Bassi          |
| 5  | Hannah van Esch       | S     | 12 agosto 2000    | Paesi Bassi          |
| 6  | Anique Tavenier       | S     | 11 gennaio 2001   | Paesi Bassi          |
| 7  | Jill de Groot         | P     | 10 settembre 2007 | Paesi Bassi          |
| 8  | Tess van Wijngaarden  | C     | 6 settembre 2005  | Paesi Bassi          |
| 9  | Lynn van Mill         | C     | 16 aprile 2002    | Paesi Bassi          |
| 10 | Julia Kee             | S     | 12 novembre 1999  | Paesi Bassi          |
| 11 | Sarah van Esch        | O     | 2 agosto 1996     | Paesi Bassi          |
| 12 | Silke van der Giessen | C     | 15 febbraio 1997  | Paesi Bassi          |
| 14 | Jill Weeda            | L     | 29 ottobre 2002   | Paesi Bassi          |
| 15 | Esther Nederveen      | S     | 19 settembre 2007 | Paesi Bassi          |
| 16 | Christa de Haan       | S     | 27 marzo 2006     | Paesi Bassi          |

## Statistiche

### Statistiche di squadra
| Competizione | Punti | In casa | In casa | In casa | In trasferta | In trasferta | In trasferta | Totale | Totale | Totale |
| Competizione | Punti | G       | V       | P       | G            | V            | P            | G      | V      | P      |
| ------------ | ----- | ------- | ------- | ------- | ------------ | ------------ | ------------ | ------ | ------ | ------ |
| Eredivisie   | 19/13 | 13      | 6       | 7       | 13           | 3            | 10           | 26     | 9      | 17     |
| Totale       | -     | 13      | 6       | 7       | 13           | 3            | 10           | 26     | 9      | 17     |

Nel computo sono inclusi i due incontri successivamente annullati contro l'Eurosped.

### Statistiche delle giocatrici
Dati non disponibili.